# Hôtel d'hydrothérapie de Naantali
L’hôtel d'hydrothérapie de Naantali (finnois : Naantalin Kylpylä) est un hôtel d'hydrothérapie situé à Naantali en Finlande. La station thermale de Naantali a été créée lorsque la coopérative de Turku a racheté à Wihuri, en 1973, le motel Golden Sun, achevé six ans plus tôt, dans le but d'acheter le terrain adjacent pour y construire un hôtel thermal. La station thermale a été créée en 1984 et, depuis, les installations ont été rénovées et agrandies à plusieurs reprises,. En 2002, le Sunborn Princess a jeté l'ancre à la station thermale. 

## Présentation
Le centre de balnéothérapie et de conférences appartient au groupe finlandais Sunborn qui possède aussi l'hôtel balnéaire de Ruissalo. 
Fondé en 1984, le centre a été rénové et agrandi à plusieurs reprises. 
En 2002, le navire hôtel Sunborn Princess est ancré au centre de balnéothérapie.

## Galerie

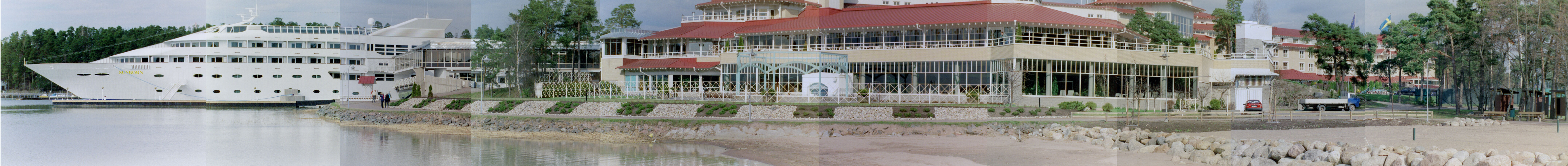